# Puchar Kontynentalny w kombinacji norweskiej 1993/1994
Sezon 1993/1994 Pucharu Kontynentalnego w kombinacji norweskiej rozpoczął się 5 grudnia 1993 w norweskim Lillehammer, zaś ostatnie zawody z tego cyklu odbyły się 6 marca 1994 w niemieckim Hinterzarten. W kalendarzu znalazło się siedem zawodów, wszystkie rozegrane zostały metodą Gundersena. 
Pierwotnie cykl ten nosił nazwę Pucharu Świata B, jednak w 2008 roku zmieniono ją na Puchar Kontynentalny. Tytułu najlepszego zawodnika bronił Niemiec, Thomas Abratis. W sezonie tym najlepszy okazał się Norweg Glenn Skram.

## Kalendarz i wyniki
| Lp | Data            | Miejscowość   | Konkurencja         | 1. miejsce        | 2. miejsce          | 3. miejsce        |
| -- | --------------- | ------------- | ------------------- | ----------------- | ------------------- | ----------------- |
| 1. | 5 grudnia 1993  | Lillehammer   | Gundersen K90/15 km | Todd Lodwick      | Hannu Manninen      | Tsugiharu Ogiwara |
| 2. | 12 grudnia 1993 | Kuopio        | Gundersen K90/15 km | Tsugiharu Ogiwara | Glenn Skram         | Sami Kallunki     |
| 3. | 19 grudnia 1993 | Vuokatti      | Gundersen K90/15 km | Hannu Manninen    | Glenn Skram         | Radomír Skopek    |
| 4. | 13 lutego 1994  | Klingenthal   | Gundersen K73/15 km | Glenn Skram       | Satoshi Mori        | Tsugiharu Ogiwara |
| 5. | 17 lutego 1994  | Szczyrk       | Gundersen K90/15 km | Günter Csar       | Glenn Skram         | Marco Zarucchi    |
| 6. | 20 lutego 1994  | Štrbské Pleso | Gundersen K90/15 km | Christoph Braun   | Tsugiharu Ogiwara   | Glenn Skram       |
| 7. | 6 marca 1994    | Hinterzarten  | Gundersen K90/15 km | Mario Stecher     | Georg Riedelsperger | Ralf Adloff       |

## Klasyfikacje
| Lp. | Zawodnik          | Punkty |
| 1.  | Glenn Skram       | 112    |
| 2.  | Tsugiharu Ogiwara | 107    |
| 3.  | Falk Weber        | 68     |
| 3.  | Günter Csar       | 68     |
| 5.  | Halldor Skard     | 67     |
| 6.  | Radomír Skopek    | 66     |
| 7.  | Christian Dold    | 58     |
| 8.  | Marco Zarucchi    | 50     |
| 9.  | Satoshi Mori      | 42     |
| 10. | Einar Brendryen   | 40     |